# Рубчевский, Сергиуш
Сергиуш Рубчевский (пол. Sergiusz Rubczewski; 25 февраля 1927 года, Церемки, Бельский повят, Белостокское воеводство — 13 июля 2021 года) — польский партийный деятель, государственный деятель, Ольштынский воевода.

## Биография
После прохождения военной службы в 1948—1950 годах служил в аппарате Польской объединенной рабочей партии на Подляшье. Окончил Высшую школу социальных наук при ЦК Польской объединенной рабочей партии и факультет экономики производства Главной школы планирования и статистики. В 1972 году был назначен председателем Президиума воеводского национального совета в Ольштыне (эта функция соответствовала должности воеводы после ликвидации воеводских управлений в 1950 году). Заменил на этом посту Мариана Готовца.
После административной реформы 1973 года стал Ольштынским воеводой. На момент подачи своей отставки в ноябре 1989 года премьер-министру Тадеушу Мазовецкому, был человеком, который дольше всех был воеводой Польши. Его сменил Роман Пшедвойский. В 1986—1989 годах был членом Национального Грюнвальдского комитета.

## Занимаемые должности
- Начальник отдела Воеводского управления Союза польской молодёжи в Белостоке (1950—1951)[2]
- Инструктор Воеводского управления Союза польской молодёжи в Белостоке (1952—1955)
- Председатель Воеводского Комитета Союза польской молодёжи в Белостоке (1955—1956)
- I секретарь Воеводского Комитета Союза социалистической молодёжи в Белостоке (1960—1961)
- Начальник отдела Воеводского Комитета ПОРП в Белостоке (1961—1963)
- Секретарь Воеводского Комитета ПОРП в Белостоке (1963—1972)
- Председатель Президиума воеводского национального совета в Ольштыне (1972—1973)
- Ольштынский воевода (1973—1989)

## Награды
- Серебряный крест Заслуги (1955)[2]
- Кавалерский крест ордена Возрождения Польши (1964)
- Командорский крест ордена Возрождения Польши (1969)
- Орден Знамя Труда 2 степени (1974)
- Медаль 30-летие Народной Польши (1974)
- Золотой крест Яна Красицкого
- Знак «За заслуги перед Вармией и Мазурами»
- Знак «За заслуги перед Белостокским краем».